# La Roche-Clermault
La Roche-Clermault ist eine französische Gemeinde mit 546 Einwohnern (Stand: 1. Januar 2022) im Département Indre-et-Loire in der Region Centre-Val de Loire. Sie gehört zum Arrondissement Chinon und zum Kanton Chinon. Die Einwohner werden Clérimaldiens genannt.

## Geographie
La Roche-Clermault liegt etwa 46 Kilometer südwestlich von Tours. Das Gemeindegebiet wird im Westen vom Fluss Négron durchquert. Umgeben wird La Roche-Clermault von den Nachbargemeinden Chinon im Norden, Ligré im Osten, Marçay im Süden, Seuilly im Westen sowie Cinais im Nordwesten.

## Bevölkerungsentwicklung
| 1962                       | 1968 | 1975 | 1982 | 1990 | 1999 | 2006 | 2017 |
| -------------------------- | ---- | ---- | ---- | ---- | ---- | ---- | ---- |
| 522                        | 519  | 470  | 446  | 456  | 479  | 528  | 518  |
| Quellen: Cassini und INSEE |      |      |      |      |      |      |      |

## Sehenswürdigkeiten
- Kirche Saint-Martin aus dem 12./13. Jahrhundert
- Schloss La Roche-Clermault aus dem 17. Jahrhundert

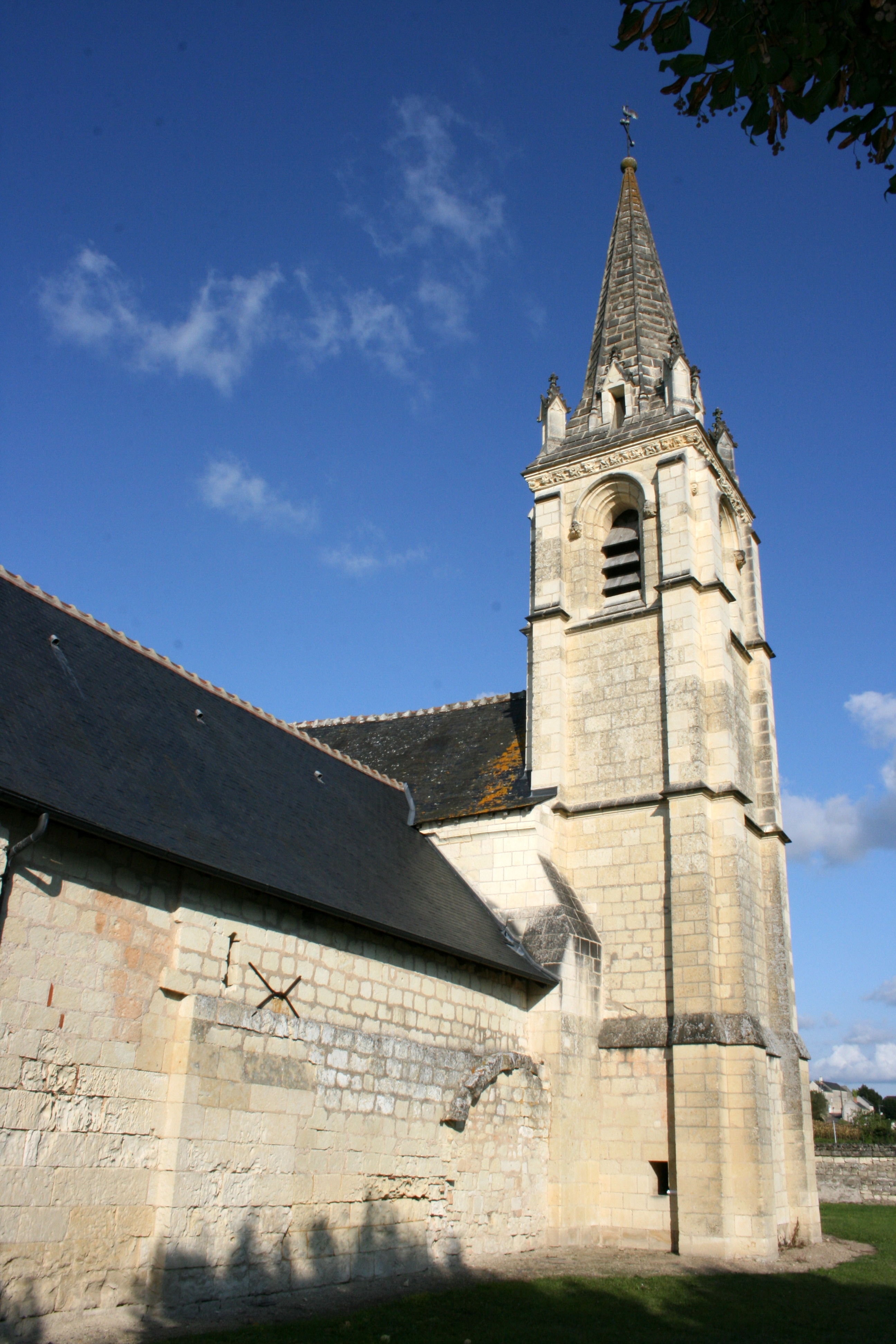
Kirche Saint-Martin